# Ciocănitoare cu cap roșu
Ciocănitoarea cu cap roșu (Melanerpes erythrocephalus) este o ciocănitoare de mărime mijlocie care se găsește în America de Nord. Habitatul său de reproducere este sudul Canadei și partea central-estică a Statelor Unite.

## Taxonomie
Naturalistul englez Mark Catesby a descris și ilustrat ciocănitoarea cu cap roșu în cartea sa The Natural History of Carolina, Florida and the Bahama Islands, publicată între 1729 și 1732. Catesby a folosit denumirea engleză "The Red-headed Wood-pecker" și denumirea latină Picus capite toto rubro. În 1758, naturalistul suedez Carl Linnaeus și-a actualizat Systema Naturae la a zecea ediție. El a inclus ciocănitoarea cu cap roșu și a inventat numele binomial Picus erythrocephalus, citând cartea lui Catesby. Epitetul specific combină grecescul clasic ἐρυθρός, eruthros, care înseamnă „roșu”, și κεφαλή, kephalos care înseamnă „cu cap”. Localitatea tip este Carolina de Sud. Ciocănitoarea cu capul roșu este una dintre cele 24 de specii încadrate acum în genul Melanerpes, care a fost introdus de ornitologul englez William John Swainson în 1832 special pentru a găzdui ciocănitoarea cu capul roșu. Specia este monotipică: nu sunt recunoscute subspecii.

## Descriere

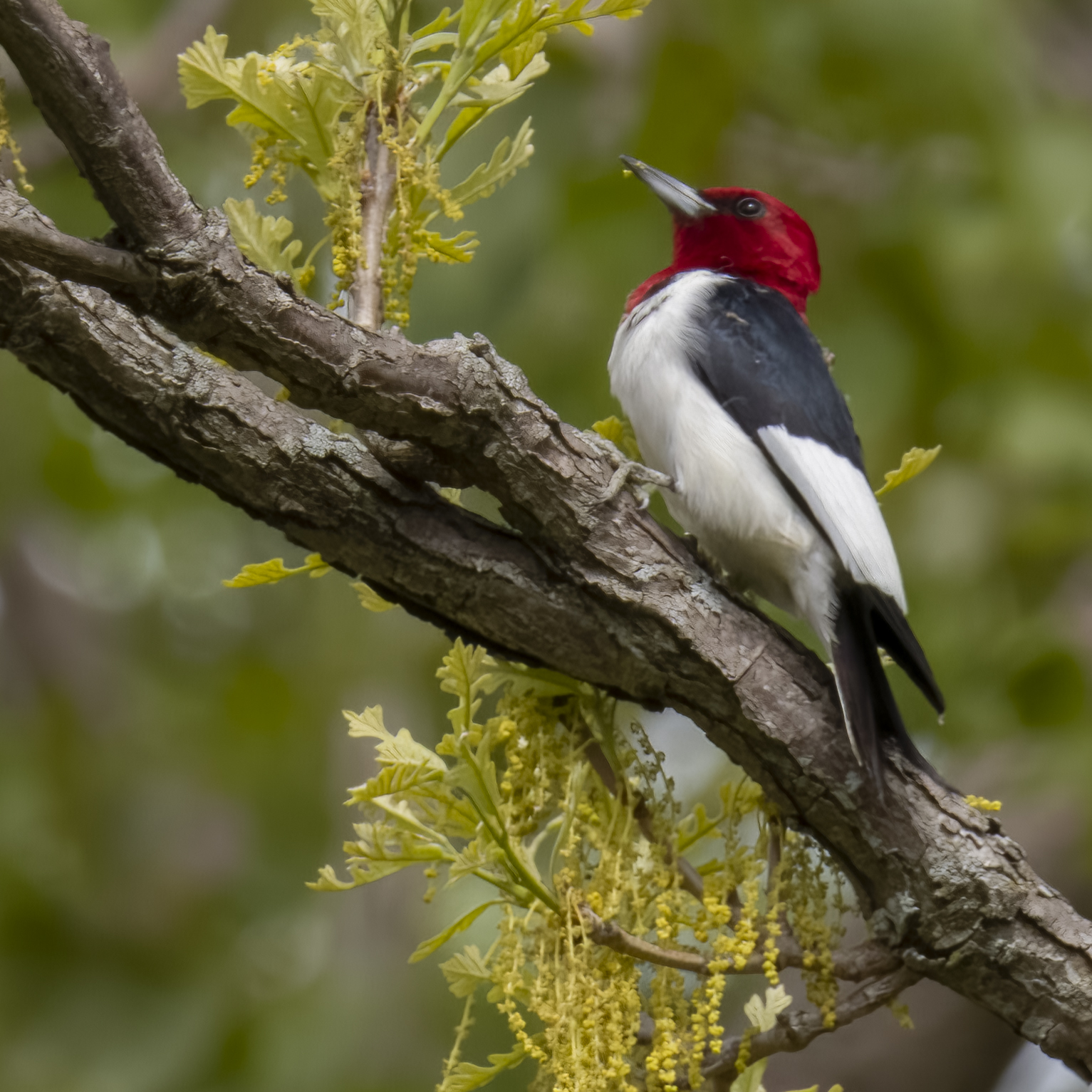
Ciocănitoare adultă

Adulții au un penaj tricolor, cu spatele și coada negre, burta și crupa albe și capul și gâtul roșii. Aripile sunt negre cu remigele secundare albe. Masculii și femelele adulte au un penaj identic. Juvenilii au însemne similare, dar capul lor este gri. Ciocănitoarele cu capul roșu sunt în întregime purpurii deasupra umerilor.
Acestea sunt ciocănitori de mărime medie. Ambele sexe măsoară între 19 și 25 cm în lungime, cu o anvergură a aripilor de 42,5 cm. Cântăresc între 56 și 97 g, cu o medie de 76 g. Fiecare aripă măsoară 12,7-15 cm; coada măsoară 6.6-8.5 cm, ciocul măsoară 2.1-3 cm și tarsul măsoară 1.9-2.5 cm. Longevitatea maximă în sălbăticie este de 9,9 ani.

## Galerie

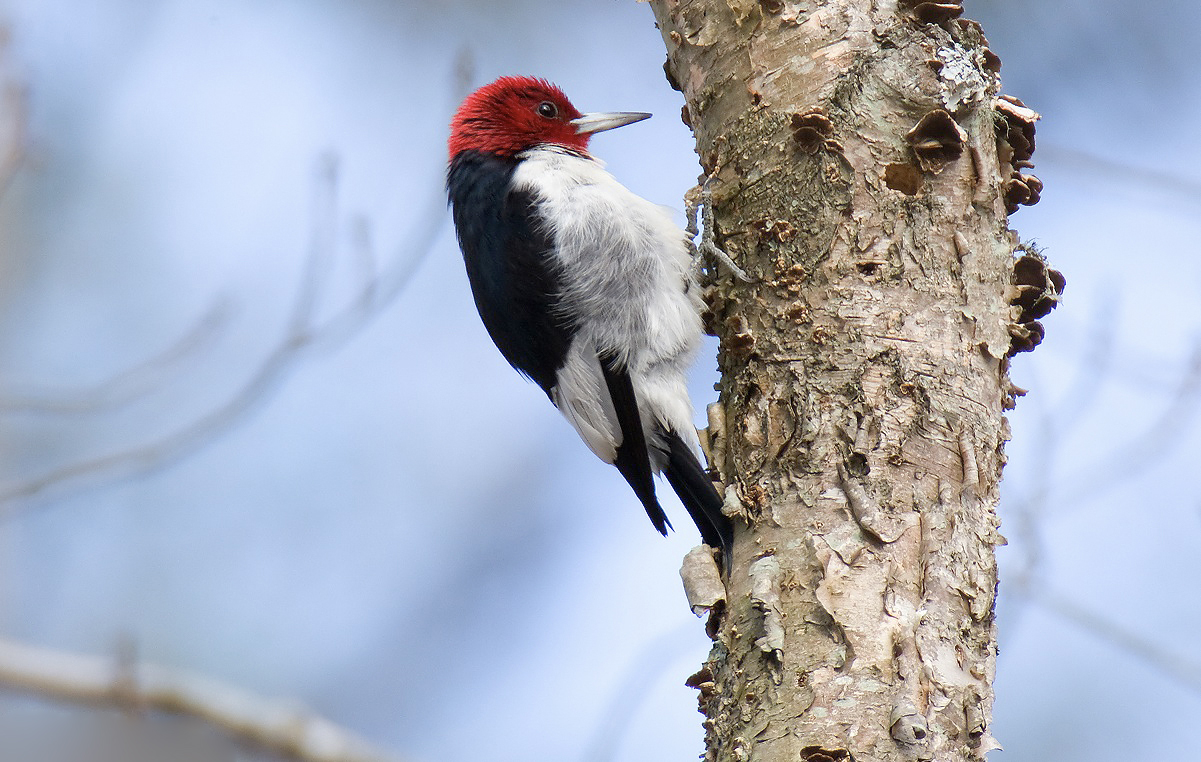
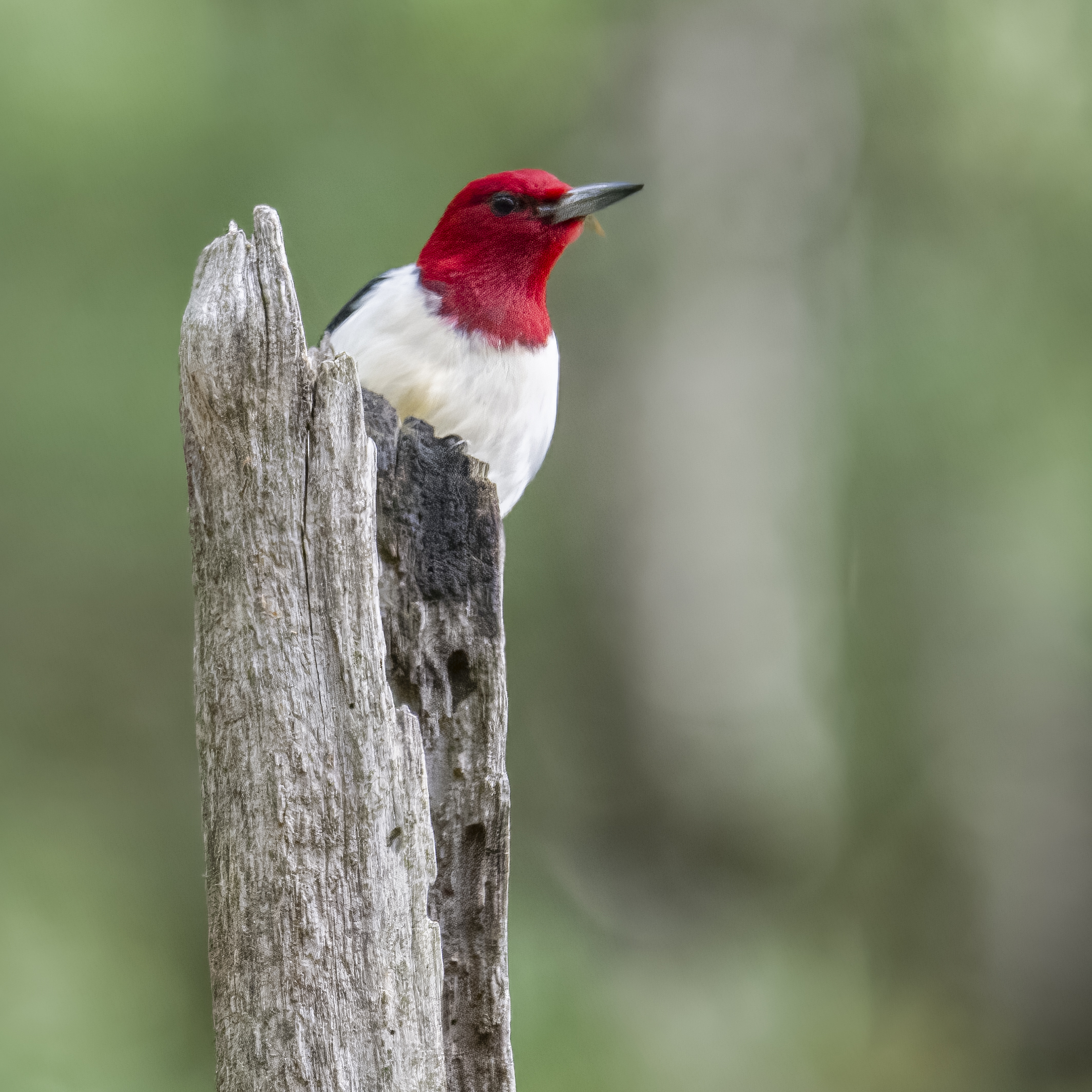
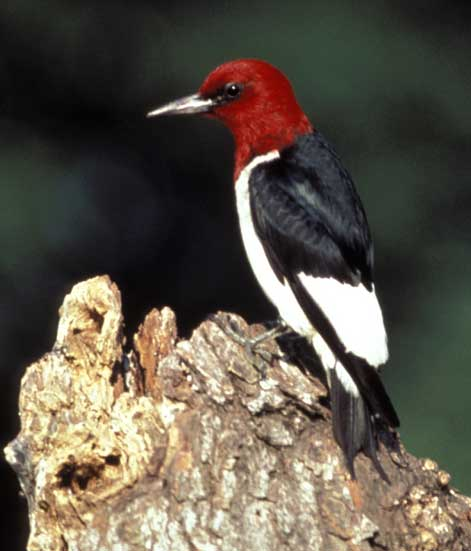
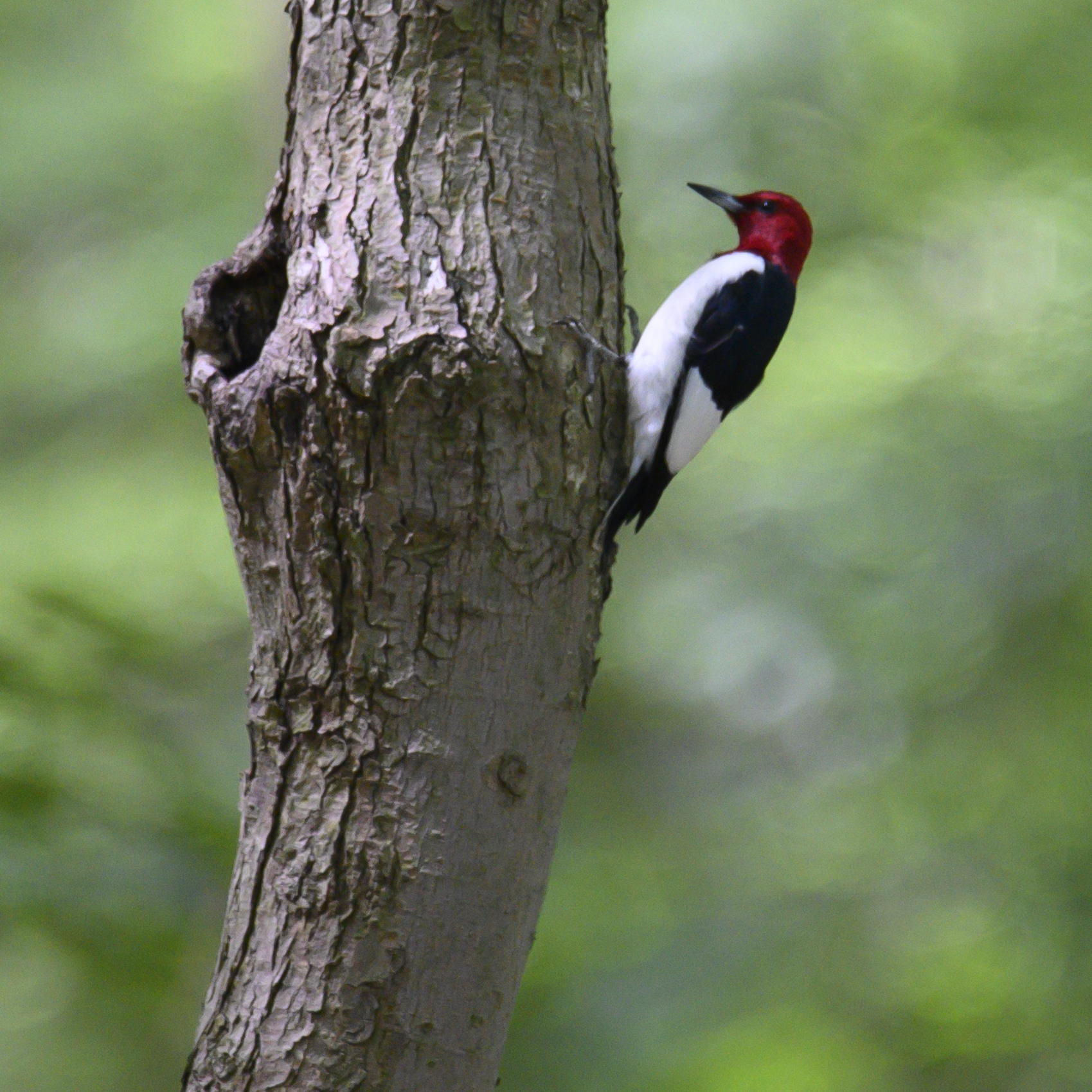